# Техніко-економічні показники
Те́хніко-економі́чні пока́зники — величини, які характеризують матеріально-виробничу базу підприємств, використання знарядь і предметів праці, організацію виробництва, затрати на виробництво продукції.
Під техніко-економічним рівнем розуміють ступінь
втілення в конструкцію технологічної машини науково-
технічних знань для повного і точного досягнення
виробничої мети найбільш економічним способом.
З позицій споживача техніко-економічний рівень
сприймається як компроміс між вигодою, що надходить
від цього рівня, та витратами на придбання та
експлуатацію відповідного обладнання. З позицій
виробника цей компроміс є різницею між відпускною
ціною на виріб із певним рівнем досконалості та витратами
на забезпечення такого рівня. Тому мова піде не про
техніко-економічний рівень, а про конкурентоспроможний
технічний рівень. Необхідно зазначити, що існує єдиний
світовий конкурентоспроможний рівень конкретних видів
техніки. При оцінюванні переваг технологічних машин враховують не лише технічні, але й економічні показники.

## Загальний опис
Техніко-економічні показники застосовуються для планування та аналізу організації виробництва і праці, рівня техніки, якості продукції, використання основних і оборотних фондів, трудових ресурсів; є основою при розробці техпромфінплану підприємства, встановлення прогресивних техніко-економічних норм і нормативів. Є техніко-економічні показники загальні (єдині) для всіх підприємств і галузей і специфічні, що відображають особливості окремих галузей.
Техніко-економічний аналіз виконують економісти, інженерно-технічні працівники, робітники та органи управління за даними оперативної і періодичної звітності. Його метою є оцінка господарської діяльності, виявлення причинних взаємозв'язків і взаємодії різних факторів техніки та економіки, резервів виробництва, опрацювання заходів для раціоналізації використання ресурсів.
Техніко-економічний аналіз - це, в основному, внутрішньогосподарський аналіз. У процесі такого аналізу досліджується діяльність усіх структурних підрозділів підприємства, служб, цехів, дільниць, бригад і окремих робочих місць. Джерелом інформації для такого аналізу є планово-нормативні дані, матеріали оперативного, бухгалтерського обліку, позаоблікові дані. Техніко-економічний аналіз проводиться щоденно, за декаду, місяць, квартал, рік до складання підсумкової звітності. На підставі результатів аналізу приймаються важливі управлінські рішення.
Нині роль техніко-економічного аналізу зросла, бо основні показники, що характеризують ефективність заходів для впровадження нової техніки, технології, організації виробництва, підприємства розраховують і планують самостійно. Звідси й випливає потреба в ретельному аналізі та обґрунтуванні техніко-економічних показників.
Для аналізу основних техніко-економічних показників діяльності підприємства складається таблиця. 
В ній аналізуються показники за останніх 3-5 років:
1. Виробіток
2. Обсяг реалізації
3. Собівартість
4. Вартість майна (середньорічна)
5. Вартість активів
6. Вартість основного капіталу (первісна вартість, середньорічна) 
7. Число працівників
8. Чистий прибуток
9. Фонд оплати праці
На основі наведених показників аналізується:
1. Фондовіддача та фондомісткість
2. Продуктивність праці
3. Середня заробітна плата
4. Показники рентабельності
Після розрахунків складаються висновки на основі отриманих результатів.
На підприємстві основними показниками є рентабельність, товарообортноість.
Техніко-економі́чні пока́зники в будівництві характеризують:
- ГЕН плани;
- індивідуальні житлові будинки;
- багатоповерхові житлові будинки;
- громадські споруди

## Окремі приклади
- Техніко-економічні показники будівництва свердловин
- Техніко-економічні показники видобування нафти і газу